# Иван Димитров (футболист, р. 1935)
Вижте пояснителната страница за други личности с името Иван Димитров.
Иван Миланов Димитров (14 май 1935 г. – 1 януари 2019 г.) е български футболист, защитник. Клубна легенда на Локомотив (София). Играл е също за Строител (София), Завод 12, Спартак (София) и Академик (София).
Състезателната му кариера продължава 18 години от 1953 г. до 1971 г. Има 340 мача с 4 гола в А група, от които 215 мача с 2 гола за Локомотив (Сф).
Димитров изиграва също 70 мача, в които бележи един гол, за националния отбор на България. Участник на две световни първенства – Чили'62 и Мексико'70, както и на Летните олимпийски игри в Рим през 1960 г.

## Биография

### Клубна кариера
Иван Димитров е юноша на Академик (София), но дебютира в А група през 1953 г. с екипа на Строител (София). През следващия сезон играе за Завод 12, а през 1956 г. е привлечен в Локомотив (София) от тогавашния треньор Александър Попов – Врабчо.
Димитров изиграва първия си мач за Локомотив (София) на 30 май 1956 г. През 1960 г. става капитан на отбора и носи лентата на ръката си до 1965 г. Един от лидерите в шампионския състав на тима, който печели титлата през сезон 1963/64. По време на кампанията записва 28 мача. Със столичните „железничари“ става също европейски железничарски първенец през 1961 г. и 1963 г.
През 1965 г. Димитров преминава в Спартак (София). С отбора печели националната купа през 1967/68. След обединението на Спартак с Левски (София) през 1969 г. преминава в Академик (София). С този отбор слага край на кариерата си през 1971 г. на 36-годишна възраст.

### Национален отбор
Между 1957 г. и 1970 г. Димитров изиграва 70 мача с един гол за националния отбор на България. В 10 срещи е капитан на селекцията.
Дебютира на 21 юли 1957 г. срещу СССР (0:4), а последния му мач е на 2 юни 1970 г. срещу Перу (2:3). Участник на световните първенства Чили`62 (3 мача) и Мексико`70 (2 мача). Участва и в 2 мача на Олимпийските игри през 1960 г. (5-о място). Бележи единственият си гол за България на 6 декември 1959 г. в приятелски мач срещу Дания.
Умира на 83 години на 1 януари 2019 г. в София.

## Успехи
Локомотив (София)
- А група:
  -  Шампион: 1963/64

- Европейско железничарско първенство:
  -  Шампион (2): 1961 г., 1963 г.

Спартак (София)
- Национална купа:
  -  Носител: 1967/68